# Wyry (obwód sumski)
Wyry (ukr. Вири) – wieś na Ukrainie, w obwodzie sumskim, w rejonie sumskim, w hromadzie Riczky. W 2001 liczyła 1663 mieszkańców, spośród których 1608 wskazało jako ojczysty język ukraiński, 47 rosyjski, 1 mołdawski, a 7 białoruski.